# Solan
Solan è una città dell'India di 34.199 abitanti, capoluogo del distretto di Solan, nello stato federato dell'Himachal Pradesh. In base al numero di abitanti la città rientra nella classe III (da 20.000 a 49.999 persone).

## Geografia fisica
La città è situata a 30° 55' 0 N e 77° 7' 0 E e ha un'altitudine di 1.466 m s.l.m..

## Società

### Evoluzione demografica
Al censimento del 2001 la popolazione di Solan assommava a 34.199 persone, delle quali 18.993 maschi e 15.206 femmine. I bambini di età inferiore o uguale ai sei anni assommavano a 3.491, dei quali 1.838 maschi e 1.653 femmine. Infine, coloro che erano in grado di saper almeno leggere e scrivere erano 28.201, dei quali 15.998 maschi e 12.203 femmine.